# 파이프랙 자동화 설계 시스템
AI 기반의 파이프랙 설계 자동화 기술이다.

## 상세
*파이프랙(Pipe Rack) : 플랜트에서 원료의 이동 통로 역할을 하는 배관과 케이블을 지지하는 구조물
파이프랙이 지지해야 하는 배관, 케이블 등의 설계 정보와 플랜트가 건설되는 지역의 바람, 지진 하중 등의 정보를 자동으로 반영하는 기술이다. 해당 정보들을 토대로 파이프랙 설계를 완성하고 최적화된 부재도 선정해준다.
플랜트 후행 설계에 해당하는 파이프랙 설계는 수정이 잦을 수밖에 없다는 특징이 있다. 하지만 현대엔지니어링이 발명특허 출원한 ‘파이프랙 자동화 설계 시스템 및 방법’은 파이프랙 설계를 자동화 시스템이 처리하게 되면 선행 설계인 배관, 전기, 계장 설계 등이 변경돼도 수정된 정보를 자동으로 반영해 새로운 설계 도면을 제공한다는 이점이 있다. 따라서 수정과 검토를 위한 투입 인력을 줄어들어 비용 역시 절감된다. 향후 타 설계 자동화 기술과 연계하여 파이프라인(배관) 구조 설계를 완전 자동화할 계획이다.

## 같이 보기
토목공학
현대엔지니어링
현대자동차그룹